# Jack Harrison
Jack David Harrison (Stoke-on-Trent, Inglaterra, 20 de noviembre de 1996) es un futbolista británico que juega de centrocampista en el Leeds United F. C. de la Premier League de Inglaterra.

## Trayectoria

### Academia y juventud
Jack Harrison nació en Stoke-on-Trent y creció en Bolton, Gran Mánchester, donde pasó siete años en la academia del Manchester United. Se mudó a los Estados Unidos a la edad de 14 años y asistió a la Berkshire School en Sheffield, Massachusetts.

### City Football Group
En diciembre de 2015, surgieron noticias de que el New York City FC trató de reclamar a Harrison como canterano debido a que había jugado en el Manhattan Soccer Club, un filial juvenil del NYCFC, durante los tres años anteriores, lo que les permitiría ficharlo antes del draft. Sin embargo, esta petición fue rechazada por parte de la MLS, y Harrison entró al SuperDraft de la MLS 2016 como el jugador más joven disponible. El 14 de enero de 2016, fue seleccionado en la posición #1 del SuperDraft de la MLS 2016 por Chicago Fire y traspasado al New York City por la selección #4 y dinero de transferencia. Poco después del draft se descubrió que Harrison tenía un hueso pélvico fracturado, lo que le dejó fuera de los terrenos de juego durante los primeros tres meses de su carrera con el NYCFC.
Harrison hizo su debut profesional el 21 de mayo de 2016 al entrar como sustituto en el minuto 57 por Thomas McNamara en la derrota por 0-7 ante los New York Red Bulls en el Yankee Stadium. El desempeño individual de Harrison fue descrito como "un rayo de esperanza" para su equipo. Harrison se convirtió en el primer goleador adolescente del New York City FC cuando anotó su primer gol como profesional en su primer partido de titular frente al Real Salt Lake en el Yankee Stadium el 2 de junio de 2016. Un mes después, el 3 de julio de 2016, Harrison anotó el primer gol en el Derbi del Río Hudson logrando ser el jugador del partido en lo que fue la primera victoria del NYCFC frente al New York Red Bulls. Al final de la temporada, Harrison fue nominado para el Premio de Novato del Año de la MLS, quedando detrás de Jordan Morris. Harrison también quedó en segundo lugar en el Premio al Mejor Gol del Año de la MLS 2016, quedando detrás de Shkëlzen Gashi.
Harrison anotó su primer gol de 2017 el 1 de abril, en la victoria por 2-1 frente al San Jose Earthquakes. El 29 de abril, consiguió su primera actuación profesional como goleador múltiple, anotando un doblete en la victoria por 2-3 frente al Columbus Crew SC. Harrison también anotó el primer gol en la victoria por 0-2 ante los New York Red Bulls, dando al NYCFC el primer triunfo de la historia en el Red Bull Arena el 24 de junio.
Tras dos años en Nueva York, el 30 de enero de 2018 se hizo oficial su fichaje por el Manchester City.

### Inglaterra
Nada más llegar al Manchester City, el Middlesbrough F. C. logró su cesión hasta el término de la temporada.
Tras regresar y hacer parte de la pretemporada del conjunto mancuniano, el 30 de julio de 2018 se marchó cedido al Leeds United F. C. toda la temporada. El 1 de julio de 2019 se extendió el préstamo por otro año después de renovar su contrato con el equipo skyblue hasta 2022. En agosto de 2020, tras haber ayudado al equipo a volver a la Premier League 16 años después, regresó nuevamente al club como cedido. Marcó en su primer partido en la máxima categoría del fútbol inglés, aunque no sirvió para evitar la derrota ante el Liverpool F. C. Tras jugar 128 partidos en las tres temporadas que estuvo cedido, el 2 de julio de 2021 acabó fichando por el club firmando un contrato de tres años.
El 16 de enero de 2022 marcó el primer triplete de su carrera que permitió derrotar al West Ham United F. C. una semana después de que este mismo equipo los eliminara de la FA Cup. La campaña siguiente el equipo descendió a la EFL Championship y en agosto de 2023 fue prestado al Everton F. C. En sus primeras semanas en Liverpool no pudo tener minutos debido a una lesión. Su primer gol lo anotó en octubre en un triunfo frente al AFC Bournemouth y acabó disputando un total de 35 encuentros. A final de temporada ambos clubes acordaron una nueva cesión para el curso 2024-25.

## Estadísticas
Actualizado al último partido disputado el 18 de agosto de 2025.
| Club                               | Div.          | Temporada     | Liga  | Liga  | Copas nacionales | Copas nacionales | Copas internacionales | Copas internacionales | Total | Total |
| Club                               | Div.          | Temporada     | Part. | Goles | Part.            | Goles            | Part.                 | Goles                 | Part. | Goles |
| ---------------------------------- | ------------- | ------------- | ----- | ----- | ---------------- | ---------------- | --------------------- | --------------------- | ----- | ----- |
| New York City F. C. Estados Unidos | 1.ª           | 2016          | 23    | 4     | 1                | 0                | —                     | —                     | 24    | 4     |
| New York City F. C. Estados Unidos | 1.ª           | 2017          | 36    | 10    | 1                | 0                | —                     | —                     | 37    | 10    |
| New York City F. C. Estados Unidos | Total club    | Total club    | 59    | 14    | 2                | 0                | 0                     | 0                     | 61    | 14    |
| Middlesbrough F. C. Inglaterra     | 2.ª           | 2017-18       | 4     | 0     | —                | —                | —                     | —                     | 4     | 0     |
| Middlesbrough F. C. Inglaterra     | Total club    | Total club    | 4     | 0     | 0                | 0                | 0                     | 0                     | 4     | 0     |
| Leeds United F. C. Inglaterra      | 2.ª           | 2018-19       | 39    | 4     | 3                | 0                | —                     | —                     | 42    | 4     |
| Leeds United F. C. Inglaterra      | 2.ª           | 2019-20       | 46    | 6     | 3                | 0                | —                     | —                     | 49    | 6     |
| Leeds United F. C. Inglaterra      | 1.ª           | 2020-21       | 36    | 8     | 1                | 0                | —                     | —                     | 37    | 8     |
| Leeds United F. C. Inglaterra      | 1.ª           | 2021-22       | 35    | 8     | 3                | 2                | —                     | —                     | 38    | 10    |
| Leeds United F. C. Inglaterra      | 1.ª           | 2022-23       | 36    | 5     | 4                | 1                | —                     | —                     | 40    | 6     |
| Everton F. C. Inglaterra           | 1.ª           | 2023-24       | 29    | 3     | 6                | 1                | —                     | —                     | 35    | 4     |
| Everton F. C. Inglaterra           | 1.ª           | 2024-25       | 34    | 1     | 4                | 0                | —                     | —                     | 38    | 1     |
| Everton F. C. Inglaterra           | Total club    | Total club    | 63    | 4     | 10               | 1                | 0                     | 0                     | 73    | 5     |
| Leeds United F. C. Inglaterra      | 1.ª           | 2025-26       | 1     | 0     | 0                | 0                | —                     | —                     | 1     | 0     |
| Leeds United F. C. Inglaterra      | Total club    | Total club    | 193   | 31    | 14               | 3                | 0                     | 0                     | 207   | 34    |
| Total carrera                      | Total carrera | Total carrera | 319   | 49    | 26               | 4                | 0                     | 0                     | 345   | 53    |
| 1. 2.                              |               |               |       |       |                  |                  |                       |                       |       |       |

## Palmarés

### Campeonatos nacionales
| Título           | Club               | País       | Año  |
| ---------------- | ------------------ | ---------- | ---- |
| EFL Championship | Leeds United F. C. | Inglaterra | 2020 |

### Distinciones individuales
| Distinción                    | Año  |
| ----------------------------- | ---- |
| Gatorade Jugador del Año      | 2015 |
| NYCFC Jugador del Mes (junio) | 2016 |